# Daníel Ágúst Haraldsson
Daníel Ágúst Haraldsson, född 26 augusti 1969, är en isländsk sångare.
1987-1997 var Haraldsson medlem i den isländska musikalgruppen Nýdönsk och släppte under denna period åtta album med dem. 1995 var han med om att bilda elektrogruppen GusGus och släppte tre album med dem till 1999, då han lämnade gruppen. Han återvände till Nýdönsk 2007 och till GusGus 2009. Som soloartist släppte han sitt debutalbum Swallowed A Star 2006.
Haraldsson representerade Island i Eurovision Song Contest 1989 med bidraget Það sem enginn sér. Han kom på 22:a och sista plats utan några poäng.

## Diskografi

### Soloalbum
- Swallowed A Star (2006)
- Drift (2011)

### GusGus
- Gus Gus (1995)
- Polydistortion (1997)
- This Is Normal (1999)
- 24/7 (2009)
- Arabian Horse (2011)
- Mexico (2014)

### Nýdönsk
- Ekki er á allt kosið (1989)
- Regnbogaland (1990)
- Kirsuber (1991)
- Deluxe (1991)
- Himnasending (1992)
- Hunang (1993)
- Gauragangur (1994)
- Drög að upprisu (1994)
- Grænmeti og ávextir (2007)
- Nýdönsk & Sinfó (2008)
- Turninn (2008)
- Diskó Berlín (Part 1) (2014)